# Dottor Pira
Dottor Pira, pseudonimo di Maurizio Stefano Piraccini (Tortona, 25 gennaio 1977), è un fumettista, grafico e autore televisivo italiano.
Creatore di uno dei primi portali di webcomic italiani (I Fumetti della Gleba), è autore di storie brevi e diversi libri, sia autoprodotti che pubblicati in modo tradizionale, caratterizzati da uno stile grafico semplice e da intrecci narrativi apparentemente nonsense.
Ha realizzato grafiche e animazioni per gruppi musicali ed è stato autore di programmi televisivi.

## Biografia
In gioventù si avvicina all'arte di strada fondando con alcuni amici della provincia piemontese il gruppo OK. Dopo gli studi universitari in Disegno industriale al Politecnico di Milano, inizia a lavorare come grafico trasferendosi più volte e vivendo per circa dieci anni in diverse città della Germania, per poi spostarsi a Roma. Collabora anche con alcuni programmi televisivi, scrivendo puntate per Lorem Ipsum (Deejay TV) e Top 5 (Rai 5). Scrive di televisione su XL di Repubblica, NERO Magazine e Link. Idee per la televisione. Nel 2008 disegna lo storyboard di Io sono l'amore di Luca Guadagnino.
Attivo anche in ambito musicale, ha fondato nel 1999 la Cervello Meccanico Records e ha suonato in diverse formazioni (gli Insult con sonorità punk hardcore, i Bhopal ispirati alla scena crust post-apocalittica e gli Aquarius Omega, psichedelico-ambient) o da solo (come Pira666, perlopiù per un progetto 8bit heavy metal, o Dottor Pira per le attività più recenti, come le compilation del relax in collaborazione con Dj Pikkio).
A una progressiva intensificazione dell'attività di fumettista, avviata online e con fanzine e autoproduzioni, si accompagna una volontaria riduzione del lavoro da grafico che lo porterà a dedicarsi esclusivamente al disegno. Sul portale de I Fumetti della Gleba crea man mano una miriade di personaggi per diversi filoni di storie brevi, tra cui spiccano Berutti, Marguati, Ken il Corriere, Batma e Robi, Iodosan pattuglia spaziale, Sergio. Spesso i diversi archi narrativi sono poi raccolti e pubblicati in volumetti autoprodotti.
Dal 2007 ha fatto parte del collettivo Super Amici (con Ratigher, Tuono Pettinato, Maicol & Mirco e LRNZ), poi Fratelli del Cielo, con cui ha fondato la rivista Hobby Comics edita da GRRRzetic e il free press Pic Nic e partecipa al numero speciale XZ Comics-Donne nude con le mani in tasca della rivista X Comics di Coniglio Editore.
Nel 2011 esordisce con l'editoria tradizionale pubblicando Gatto Mondadory e il telefonino fatato con GRRRzetic, primo capitolo di una ironica trilogia fantasy poi ristampato nel 2015 da GRRRZ in edizione economica. Nel 2012 esce il secondo capitolo Gatto Mondadory nella valle dei cugini e nello stesso anno realizza con Ratigher il volume Ultimo Impero, in cui i due autori, partendo dalle estremità, disegnano la marcia di un esercito che arriva a scontrarsi con la fazione rivale solo al centro del libro.
Nel 2015 viene pubblicato il terzo volume Gatto Mondadory e i puffi dell'aldilà con una triplice produzione GRRRZ, I Fumetti della Gleba e CORPOC. Nel 2014 GRRRZ aveva già dato alle stampe anche un album di figurine ispirato alla saga.
Ha pubblicato per diversi anni strisce e storie su XL di Repubblica, Smemoranda e Vice. In particolare su Vice compare la serie Rap Violent in the Ghetto Street, poi raccolta nel 2013 da The Milan Review in un albo con episodi inediti con il quale quell’anno vince il Premio Boscarato come migliore autore unico al Treviso Comic Book Festival. Partecipa con copertine, disegni, articoli e storie a linus di aprile e ottobre 2015; gennaio, luglio e settembre 2016 e maggio e agosto 2017.

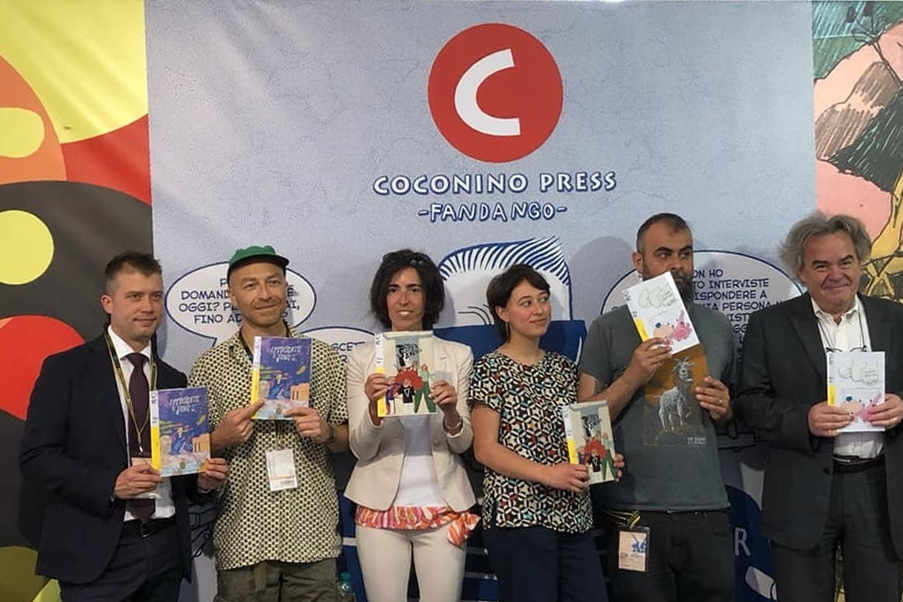
Napoli Comicon 2018. Da sinistra il direttore del parco archeologico di Paestum Gabriel Zuchtriegel, Dottor Pira, la vicedirettrice del Museo archeologico nazionale di Napoli, ZUZU, Maicol & Mirco e il direttore della Reggia di Caserta Mauro Felicori.

Ha partecipato con disegni e fumetti a numerose riviste, fanzine e autoproduzioni come Succoacido, Inguine MahGazine! n. 11, The Passenger n. 2, Crisma n. 1, Profondissima n. 1, Agendaeterna e Cefalea Mare di GRRRzetic, Futuro Anteriore-Giallo di COMICON Edizioni, L'immaginazione al dovere e Capezzone del Collettivomensa, Parade. Presso accanto oltre l'amore, l'albo U come Umorismo di Slowcomix, il libretto Umberto Baccolo's (n)INFOmaniac, la Guida illustrata al frastuono più atroce vol. 1 di Lamette comics, Manga don't like wine del collettivo Why Style, il Book of Mazzate di Simone Angelini, l’Almanacco Mataran, il volumetto Cocktails Pre Dinner e l'Atlante illustrato delle nuove costellazioni dello Studio Pilar o il Bestiario criptozoologico lacustre del Lago Film Fest. Nel 2011 realizza la copertina dell’album Ohmlaut del sestetto jazz Jümp the shark guidato da Piero Bittolo Bon e nel 2014 quella dell’album Iuvenes Doom Sumus. Nel 2015 realizza la copertina per l'album Il limite valicabile degli Uochi Toki e cura le scenografie del Pop-Hoolista Tour di Fedez.
Nel 2016 pubblica, con prefazione di Achille Bonito Oliva, L'Almanacco dei Fumetti della Gleba con NERO Edizioni e Prima o Mai di Ratigher, opera omnia di tutto quanto fino ad allora pubblicato sul web e altrove. Nello stesso anno è uno dei quattro fumettisti (con Ratigher, Maicol & Mirco e Alessandro Baronciani) coinvolti nel documentario di Serena Dovì Fumetti dal futuro. Quattro storie di autoproduzione e cura le scenografie del tour Piccoli Energumeni di Elio e le Storie Tese. Nel 2018 realizza l'albo Ippocrate e Jones allegato al vinile Schifo vendesi dei Maxcarnage per il progetto discografico ÙA! Records.
Nel 2017 pubblica con Rizzoli Lizard il saggio-fumetto La vera storia dell'hip hop. Tutto quello che non vogliono farti sapere sui legami tra gli alieni e la musica del momento.
Nel 2018 firma l'albo Ippocrate e Jones per il parco archeologico di Paestum, nell'ambito del progetto Fumetti nei Musei promosso dal MiBACT con Coconino Press e realizza il racconto a fumetti del Red Bull Music Festival di Berlino. Nello stesso anno Coconino Press pubblica Super Relax スーパー・リラックス Ultra HD 1080 che segue una prima edizione ridotta autoprodotta, opera che gli vale il premio Micheluzzi come miglior fumetto al Napoli Comicon 2019 e la candidatura a miglior copertina al Treviso Comic Book Festival 2018.
Nel marzo 2020 firma una delle tavole dello speciale di Robinson de la Repubblica del 28 del mese dedicato all’emergenza coronavirus. A giugno 2020 Feltrinelli Comics pubblica il libro Topo e Papero fanno le avventure, mentre Adriano Carnevali pubblica l’autoproduzione I Ronfi e la superamicizia che ristampa le storie pubblicate anni prima con i Superamici in Hobby Comics, insieme a materiale inedito. Durante il corso del 2020 ha creato contenuti sulla piattaforma di streaming digitale Twitch, tra i quali la serie di 6 episodi JONATHAN DIMENSIONE AESTHETICA, che tratta del frutto di una personale ricerca sulla storia dell'arte. 
Da febbraio 2021 pubblica la striscia settimanale Mario Draghi su Internazionale e nello stesso anno partecipa, con Sio e Daw, alla rivista Evviva! edita da Shockdom. Ha realizzato il video musicale Gabonzo Robot dei Nanowar of Steel, dedicato all’omonimo personaggio creato dal Dottor Pira e protagonista di un volume pubblicato dapprima come autoproduzione e in seguito per i tipi di Feltrinelli Comics, nell’aprile 2022. Nel 2022 partecipa alla nuova rubrica “Tutto un altro lupo” del bimestrale di Lupo Alberto.
Nell’aprile 2024 Gallucci Editore pubblica Dragon Blaze G, precedentemente apparso nel 2019 come albo autoprodotto
Insegna Animazione presso lo IED di Roma.

## Opere
- Gatto Mondadory e il telefonino fatato, GRRRzetic, 2011
  - ristampa economica, GRRRZ, 2015
- Gatto Mondadory nella valle dei cugini, GRRRzetic, 2012
- Ultimo Impero, Alpacha, 2012
- Rap Violent in the Ghetto Street, The Milan Review, 2013
- Gatto Mondadory e i puffi dell'aldilà, GRRRZ-I Fumetti della Gleba-CORPOC, 2015
- L'Almanacco dei Fumetti della Gleba, NERO Edizioni, 2016
- La vera storia dell'hip hop. Tutto quello che non vogliono farti sapere sui legami tra gli alieni e la musica del momento, Rizzoli Lizard, 2017
- Ippocrate e Jones, MiBACT-Coconino Press, 2018
- Super Relax スーパー・リラックス Ultra HD 1080, Coconino Press, 2018
- Topo e Papero fanno le avventure, Feltrinelli Comics, 2020
- Gabonzo. L’invincibile robot, Feltrinelli Comics, 2022
- Dragon Blaze G, Carlo Gallucci Editore, 2024